# Hauptstraße 33 (Hümme)

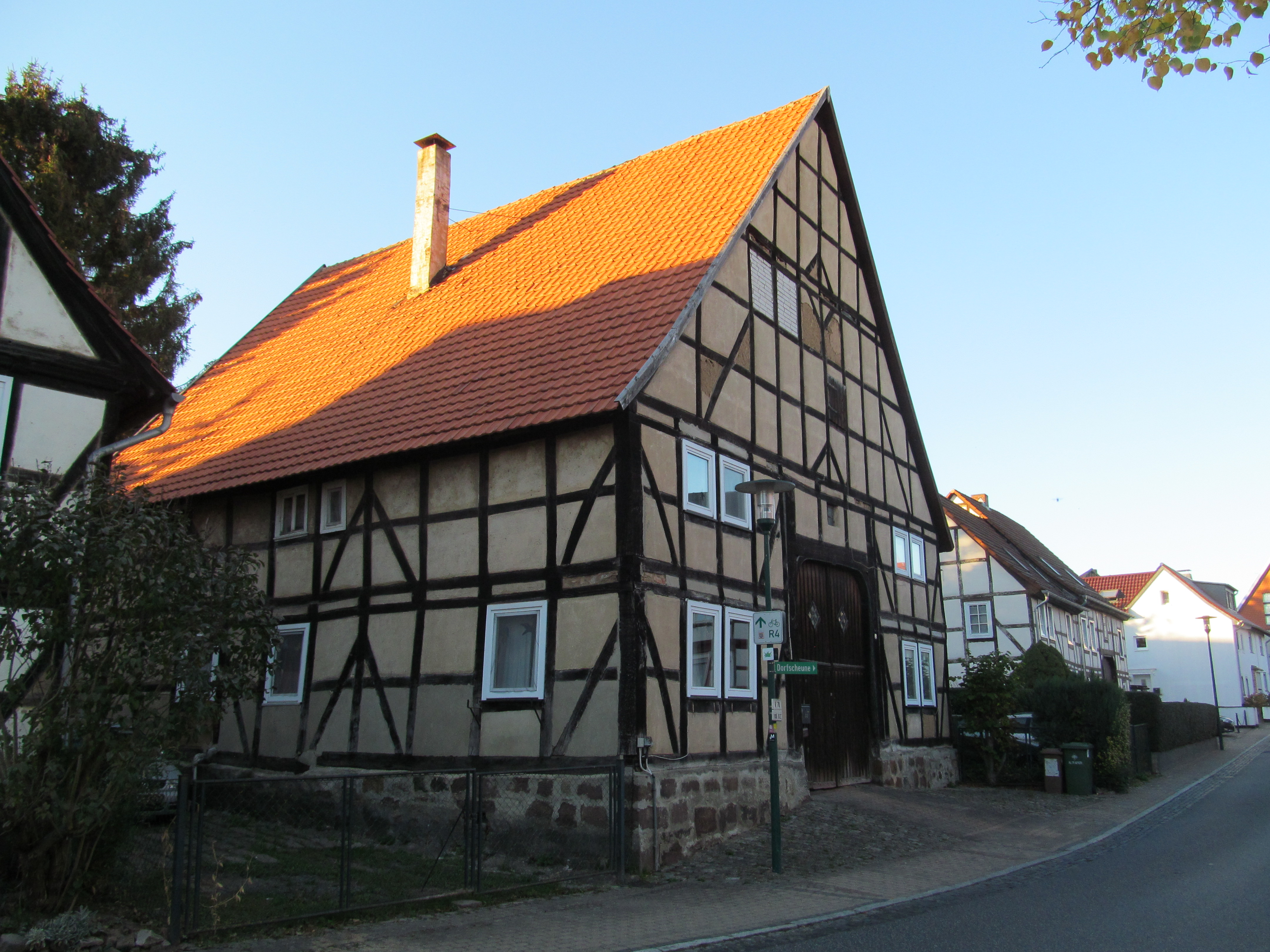
Gebäude Hauptstraße 33 in Hümme

Das Gebäude Hauptstraße 33 in Hümme, einem Stadtteil von Hofgeismar im Landkreis Kassel in Nordhessen, wurde 1788 errichtet. Das Diemelsächsische Bauernhaus ist ein geschütztes Kulturdenkmal.
Der zweigeschossige Rähmbau hat ein einfaches Fachwerkgefüge ohne Geschossüberstand mit Streben an Bund- und Eckständern.      
Das ursprüngliche Dielentor mit Sturzinschrift und seitlichem Rankenmotiv ist erhalten.